# Lyn Lemaire
Lyn Lemaire est le diminutif usuel de Eleanor Lynette Lemaire née le 6 juillet 1951 à Santa Monica aux États-Unis, triathlète et cycliste américaine. Première femme à participer et à terminer le triathlon Ironman d'Hawaï en 1979. Elle est également championne des États-Unis de course contre-la-montre en cyclisme sur route en 1976 et 1977.

## Biographie

### Jeunesse
Lyn Lemaire est née à Santa Monica, en Californie, et étudie à l'Université de Los Angeles, où elle est reçue dans l’association estudiantine Phi Beta Kappa dans la section biochimie en 1974. Elle participe à quatre reprises aux  championnats nationaux universitaire. Elle s'adonne au cyclotourisme et fait le tour de  l'Angleterre et de l'Europe du Nord pendant ses vacances d'été.

### Cyclisme
Après avoir terminé deuxième en 1975  lors du championnat des États-Unis  de contre la montre, Lyn Lemaire remporte ce championnat en 1976 en établissant un nouveau record en 1 h 0 min 6 s 07. Elle  conserve son titre l'année suivante  et  termine deuxième en 1978. En 1976 elle participe aux  championnats nationaux de piste national à Northbrook, elle  termine troisième au 3 000 m poursuite individuelle, en battant Susan Gurney . Dans la même compétition deux ans plus tard, elle est de nouveau troisième. Dans les championnats nationaux de courses sur route, elle se classe 7e en 1975 et 10e en 1977 (38,24 km).

### Triathlon
Lyn Lemaire connait son plus grand  succès en 1979 en triathlon en participant à la deuxième édition de l'Ironman d'Hawaï qui devient en 1990 le championnat du monde d'Ironman. L'édition 1979  se déroule pendant la saison orageuse à Honolulu et les conditions météorologiques imposent le report de la course d'une journée. Le jour de la course les conditions restent assez mauvaises.  Quinze des vingt-huit participants inscrits seulement prennent le départ. Parmi eux, Lyn Lemaire qui est la seule femme de la course. Au cours de la compétition, pendant la partie vélo, elle se maintient à la seconde position, pour terminer en cinquième position, à seulement dix minutes du vainqueur Tom Warren, avec un temps de 12 h 55 min 38 s. Elle est la première femme triathlète au monde à terminer et remporter une compétition Ironman. À ce titre, elle est la troisième féminine, après Julie Moss et Paula Newby-Fraser introduite dans le Hall of Fame de l’Ironman en 2003.

### Carrière professionnelle
En 1984, après le rachat par Norman Raben du magazine  Ultra Sport dédié aux sports d’endurance, elle devient rédactrice en chef de la revue.

## Palmarès
Le tableau présente les résultats les plus significatifs (podium) obtenus sur le circuit national et international de triathlon et de cyclisme depuis 1975,.
| Année    | Compétition                    | Pays       | Position | Temps            |
| -------- | ------------------------------ | ---------- | -------- | ---------------- |
| 1979     | Ironman d'Hawaï 1979           | États-Unis |          | 12 h 55 min 38 s |
| Cyclisme |                                |            |          |                  |
| 1978     | Championnat des États-Unis CLM | États-Unis |          | 1 h 8 min 18 s   |
| 1977     | Championnat des États-Unis CLM | États-Unis |          | 1 h 1 min 42 s   |
| 1976     | Championnat des États-Unis CLM | États-Unis |          | 1 h 0 min 6 s    |
| 1975     | Championnat des États-Unis CLM | États-Unis |          | 1 h 3 min 1 s    |